# Georgi Gjokow
Georgi Janczew Gjokow, bułg. Георги Янчев Гьоков (ur. 13 grudnia 1961 w Lubenowie w gminie Radnewo) – bułgarski polityk i inżynier, działacz Bułgarskiej Partii Socjalistycznej, poseł do Zgromadzenia Narodowego, od 2021 do 2022 minister pracy i polityki socjalnej.

## Życiorys
Z wykształcenia inżynier, ukończył technologię konstrukcji metalowych na Uniwersytecie Technicznym w Gabrowie. Pracował m.in. jako dyrektor urzędu pracy w Starej Zagorze. Zaangażował się w działalność polityczną w ramach Bułgarskiej Partii Socjalistycznej, awansował w strukturach BSP, w 2021 dołączając do prezydium partii.
W wyborach w 2013 uzyskał mandat posła do Zgromadzenia Narodowego 42. kadencji. Utrzymywał go w głosowaniach z 2014, 2017, kwietnia, lipca i listopada 2021, 2022 i 2023.
W grudniu 2021 objął stanowisko ministra pracy i polityki socjalnej w nowo utworzonym rządzie Kiriła Petkowa. Zakończył urzędowanie wraz z całym gabinetem w sierpniu 2022.